# Predigerseminar Hildesheim
Das Predigerseminar St. Michael in Hildesheim ist eine ehemalige Ausbildungsstätte für Vikarinnen und Vikare der Evangelisch-lutherischen Landeskirche Hannovers.

## Geschichte
Errichtet wurde das Seminar im Bereich des ehemaligen Benediktinerklosters St. Michael an der Michaeliskirche in Hildesheim. Die Einrichtung geschah maßgeblich auf Betreiben des damaligen Kurators des Predigerseminars auf der Erichsburg, Pastor Kurt Degener, und des Oberlandeskirchenrats Christhard Mahrenholz.
Das Predigerseminar St. Michael war Nachfolger des Predigerseminars auf der Erichsburg, das 1953 zunächst geschlossen werden sollte, seinen Betrieb dann aber bis 1971 weiterführte. Trotzdem wurde das Kuratorium des bisherigen Predigerseminars auf der Erichsburg nach Hildesheim übertragen. Auch die wertvolle Bibliothek, die mehrere Inkunabeln und zahlreiche Drucke des 16. und 17. Jahrhunderts umfasste, wurde dorthin überführt. Das neue Seminar wurde am 6. Dezember 1953 durch Landesbischof Hanns Lilje eingeweiht.
Bekannte Absolventen waren Landesbischof Horst Hirschler, Landessuperintendent und Bischofsvikar Hans-Hermann Jantzen, Landessuperintendent und Abt Hans-Christian Drömann sowie der Hamburger Hauptpastor Axel Denecke.
2002 wurde das Haus geschlossen und das Gebäude zum Zentrum für Gottesdienst und Kirchenmusik umgebaut.

## Studiendirektoren
- 1953–1957: Gerhard Heintze
- 1957–1962: Martin Storch
- 1962–1967: Hans Jürgen Quest
- 1967–1970: Johannes Brockhoff
- 1971–1975: Gerhard auf dem Brinke
- 1975–1983: Hinrich Buß
- 1993–2002: Volkmar Keil